# إليانا (مغنية ماليزية)
إرنيليا إليانا بنت أمريزال (بالملايوية: Erneelya Elyana binti Emrizal)‏ مغنية وممثلة ماليزية. بدأ حياته المهنية في عالم الترفيه عندما كان عمره 14 عامًا. طوال مسيرتها الموسيقية، نشرت إليانا 4 ألبومات استوديو وألبومين مجمعين وسجلت أكثر من 40 أغنية.

## حياة خاصة
ولدت إليانا ونشأت في شاه عالم، سلاغور وهي الثانية من بين أربعة أطفال، 3 فتيات وصبي واحد من أمريزال شمس الدين وشمسيدار ألياس.
تزوجت في 19 نوفمبر 2010 من خير أنور حسين، وأنجبت منه ابنة اسمها سينتا سمية.
تخضع إليانا للعلاج من المرحلة الرابعة من سرطان الغدد الليمفاوية. بعد إقصائها في Gegar Vaganza 4، أعلنت إليانا أنها كانت تعاني من المرحلة الرابعة من سرطان الغدد الليمفاوية لمدة 7 سنوات.
يصف نفسه بأنه شخص أمي في مجال تكنولوجيا المعلومات.
في أكتوبر 2018، تبنت إليانا صبيًا مصابًا بمتلازمة داون.
وفي 8 ديسمبر 2021، أعلنت إليانا خلوها من سرطان الغدد الليمفاوية.

## روابط خارجية
- إليانا على موقع IMDb (الإنجليزية)
- إليانا على موقع ديسكوغز (الإنجليزية)
- إليانا على موقع قاعدة بيانات الفيلم (الإنجليزية)